# Pierre François van Heerdt
Pierre François baron van Heerdt (Zwolle, 13 december 1841 - Monaco, 14 februari 1899) was zeeofficier en directeur van het KNMI.
Pierre was zoon van Carel Lodewijk baron van Heerdt en Maria Henriëtte Amelia Clignett. Op 23 april 1868 trouwde Van Heerdt in Middelburg met jkvr. Eugénie Clementine Boddaert (1845-1920), dochter van jhr. Willem Reinbrant Boddaert en Clementine barones van Heeckeren van Brandsenburg. Zij kregen twee dochters en een zoon, François Eugène van Heerdt.

## Marine
Op 1 oktober 1855 werd Van Heerdt benoemd tot adelborst 3e klasse, en drie jaar later eerste klasse. Van Heerdt werd op 24 juni 1861 benoemd tot luitenant-ter-zee 2e klasse. Hij deed dienst dienst in Nederlands Oost-Indië waar hij deelnam aan expedities op het eiland Nias en repatrieerde met het schroefstoomschip 'Vice Admiraal Koopman'. In 1869 vertrok hij naar de kust van Guinea waar hij als oudste officier meedeed aan de expeditie tegen Commendak. Hij schreef daar uitgebreid over al zijn ondervindingen. Het handschrift kwam later in bezit van zijn zoon. 

## KNMI
In 1871 werd hij assistent-directeur der waarnemingen ter zee bij het KNMI in Utrecht. Zes jaar later volgde daar zijn benoeming tot directeur van de afdeling Zeevaart. De neerslag van zijn werk verscheen in de door het KNMI uitgegeven publicaties en periodieken.
In 1881 werd Van Heerdt benoemd tot lid van het college voor de zeevisserij. In zijn dienststaat wordt vermeld dat hij naast het Nederlands, Frans, Duits, Engels, Maleis, 'Fantijnsch', 'Overijselsch' en Zeeuws sprak.